# 夏鸾翔
夏鸾翔（？—1864年），字紫笙，浙江钱塘人，清朝数学家。为项梅侣入室弟子。著有《洞方术图解》二卷、《致曲术》一卷、《致曲图解》一卷、《少广缒凿》一卷。

## 親族
民國學者夏曾佑為其子；已故北京掌故作家、動物學家夏元瑜為其孫。

## 延伸阅读
[在维基数据编辑]
 《清史稿·卷507》，出自趙爾巽《清史稿》